# Cobquecura
Cobquecura is een gemeente in de Chileense provincie Itata in de regio Ñuble. Cobquecura telde 5.012 inwoners in 2017 en heeft een oppervlakte van 570 km².
- Library of Congress Control Number: n2004029689
- Nationale Bibliotheek van Israël: 987007469840205171
- Virtual International Authority File: 132729663